# Carlos Gustavo Moreira
Carlos Gustavo Tamm de Araújo Moreira (Rio de Janeiro, 8 de fevereiro de 1973) é um matemático brasileiro conhecido por seus trabalhos em sistemas dinâmicos, teoria ergódica, teoria dos números e combinatória. Moreira é atualmente um pesquisador no Instituto Nacional de Matemática Pura e Aplicada (IMPA).
Moreira obteve um doutorado no IMPA sob a orientação de Jacob Palis em 1993, aos 20 anos de idade. Ele é um membro da Academia Brasileira de Ciências desde 2008. Em 2009 ele recebeu o prêmio da União Matemática da América Latina e Caribe (UMALCA) por suas contribuições ao avanço da matemática.
Foi palestrante no Congresso Internacional de Matemáticos de 2014, em Seul, Coreia do Sul. O tema de sua palestra foram os sistemas dinâmicos. Para 2018 foi também convidado como palestrante do Congresso Internacional de Matemáticos no Rio de Janeiro.

## Publicações selecionadas
- "Statistical properties of unimodal maps: the quadratic family" (com Artur Ávila)
- "Measures of pseudorandomness for finite sequences: typical values" (com N. Alon, Y. Kohayakawa, C. Mauduit e V. Rödl)
- "Stable intersections of regular Cantor sets with large Hausdorff dimensions" (com Jean-Christophe Yoccoz)